# ليون يورس
ليون يورس (بالإنجليزية: Leon Uris) (و. 1924 – 2003 م) هو كاتب، وكاتب سيناريو، وروائي، وكاتب قصص قصيرة، من الولايات المتحدة، ولد في بالتيمور، ماريلاند، توفي عن عمر يناهز 79 عاماً، بسبب قصور كلوي.

## التعليم
تعلم في Baltimore City College ‏.

## الخدمة العسكرية
خدم في قوات مشاة بحرية الولايات المتحدة.

## وصلات خارجية
- ليون يورس على موقع IMDb (الإنجليزية)
- ليون يورس على موقع الموسوعة البريطانية (الإنجليزية)
- ليون يورس على موقع مونزينجر (الألمانية)
- ليون يورس على موقع قاعدة بيانات برودواي على الإنترنت (الإنجليزية)
- ليون يورس على موقع إن إن دي بي (الإنجليزية)
- ليون يورس على موقع قاعدة بيانات الفيلم (الإنجليزية)